# Дрентская куропаточная собака
Дрентская куропаточная собака (дрентский патрийсхонд, нидерл. drentsche patrijshond) — охотничья легавая собака. Сформировалась в Нидерландах.

## История породы
Порода возникла провинции Дренте на северо-востоке Нидерландов, известна более 300 лет.

## Внешний вид
Полудлинношёрстная легавая, внешне напоминающая сеттера и спаниеля. Выше среднего роста, высота в холке 58-66 см. Формат несколько растянут. Голова некрупная, с широким и уплощённым лбом, переход выражен слабо. Морда клиновидная, губы сухие. Мочка носа большая, коричневая. Уши среднего размера, висячие, посажены немного выше уровня глаз. Хвост опущен или загнут серпом, в движении поднят на уровень спины; причуяв дичь, собака совершает хвостом круговые движения.
Шерсть прямая, грубая, не слишком длинная. Украшающая шерсть на ушах, хвосте, задней стороне ног и на лапах формирует небольшие очёсы. Окрас Красно-пегий или коричнево-пегий.

## Темперамент и использование

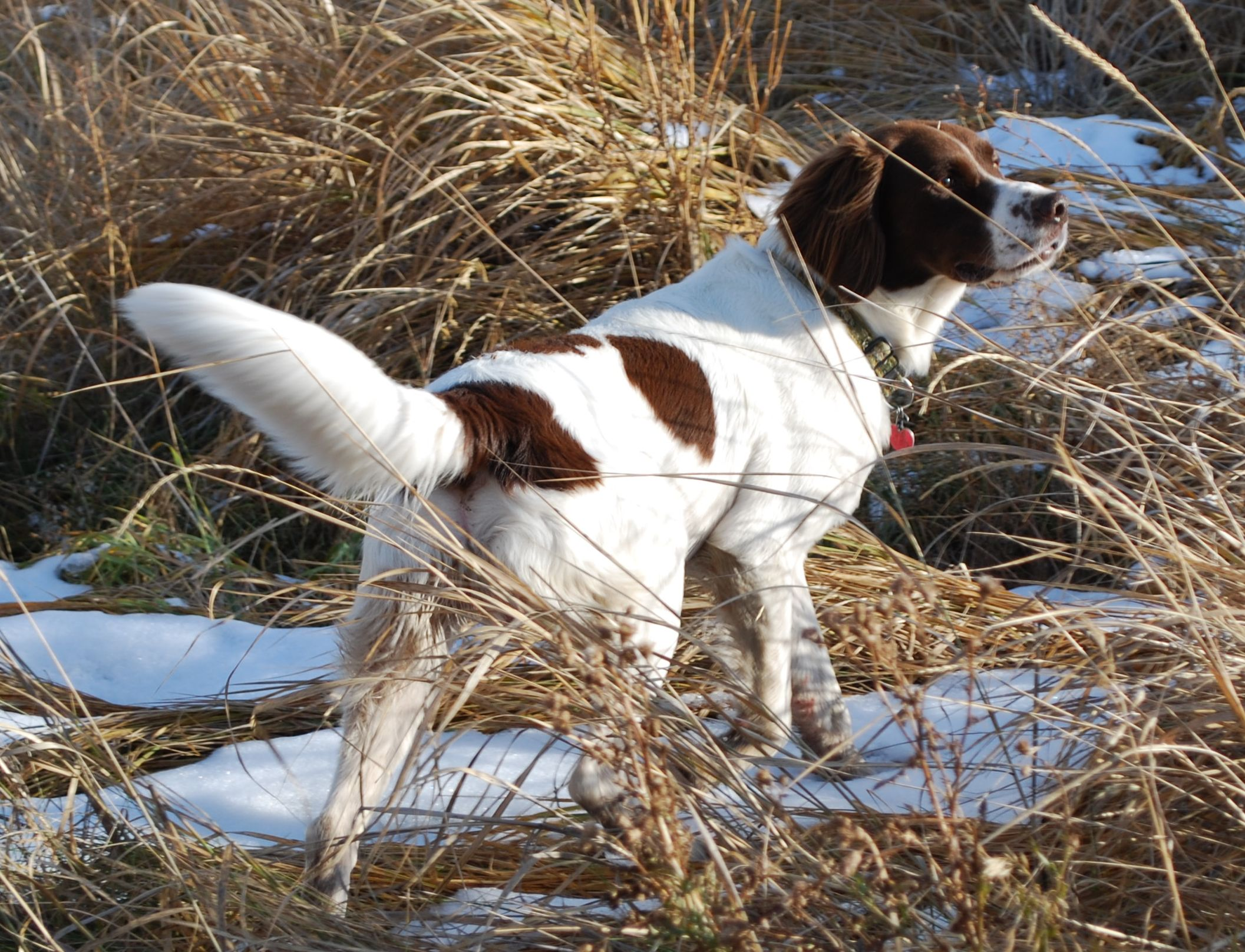

Темперамент уравновешенный, характер мягкий и послушный. Дрентский патрийсхонд — универсальная охотничья собака: делает стойку, подаёт подстреленную дичь, апортирует с воды, отлично работает в поле. Хороший компаньон, не любит грубого обращения.